# Paramesius tenuicornis
Paramesius tenuicornis är en stekelart som beskrevs av Thomson 1858. Paramesius tenuicornis ingår i släktet Paramesius, och familjen hyllhornsteklar. Arten är reproducerande i Sverige.